# Ligue 1 2018-19
La Temporada 2018-19 de la Ligue 1 fue la octogésimo primera (81.°) edición de la Liga francesa de fútbol. El París Saint-Germain Football Club se coronó campeón francés por octava vez en su historia, igualando los 8 títulos del F.C. Nantes y el AS Monaco, y quedando a un título de los 9 trofeos del Olympique de Marsella.

## Equipos

### Ascensos y descensos
| Pos. | Descendidos de Ligue 1 |
| ---- | ---------------------- |
| 19.º | ES Troyes              |
| 20.º | FC Metz                |

| Pos. | Ascendidos de Ligue 2 |
| ---- | --------------------- |
| 1.º  | Stade de Reims        |
| 2.º  | Nîmes                 |

### Información de los equipos
| Equipo                     | Ciudad        | Entrenador           | Capitán             | Estadio                 | Aforo  | Marca          | Patrocinador                                        |
| -------------------------- | ------------- | -------------------- | ------------------- | ----------------------- | ------ | -------------- | --------------------------------------------------- |
| Amiens S. C.               | Amiens        | Christophe Pélissier | Thomas Monconduit   | Stade de la Licorne     | 12 097 | Puma           | Intersport                                          |
| Angers S. C. O.            | Angers        | Stéphane Moulin      | Ismaël Traoré       | Stade Raymond Kopa      | 18 000 | Kappa          | Scania, Bodet                                       |
| S. M. Caen                 | Caen          | Fabien Mercadal      | Prince Oniangué     | Stade Michel d'Ornano   | 21 215 | Umbro          | Biostime,Isigny Ste Mère, Intersport (sólo visita). |
| Dijon F. C. O.             | Dijon         | Antoine Kombouaré    | Júlio Tavares       | Stade Gaston Gérard     | 16 098 | Lotto          | DVF, Roger Martin (Local), Suez (visita)            |
| F. C. Girondins de Burdeos | Burdeos       | Paulo Sousa          | Benoît Costil       | Stade Matmut Atlantique | 42 115 | Puma           | Groupe Sweetcom                                     |
| E. A. Guingamp             | Guingamp      | Jocelyn Gourvennec   | Christophe Kerbrat  | Stade du Roudourou      | 18 126 | Patrick        | Servagroupe, Aroma Celte                            |
| Lille O. S. C.             | Lille         | Christophe Galtier   | Adama Soumaoro      | Stade Pierre-Mauroy     | 50 186 | New Balance    | Groupe Partouche                                    |
| A. S. Mónaco               | Mónaco        | Leonardo Jardim      | Radamel Falcao      | Stade Louis II          | 18 500 | Nike           | Fedcom                                              |
| Montpellier Hérault S. C.  | Montpellier   | Michel Der Zakarian  | Vitorino Hilton     | Stade de la Mosson      | 32 939 | Nike           | Sud de France                                       |
| F. C. Nantes               | Nantes        | Vahid Halilhodžić    | Nicolas Pallois     | Stade de la Beaujoire   | 38 285 | New Balance    | Synergie                                            |
| Nîmes Olympique F. C.      | Nimes         | Bernard Blaquart     | Féthi Harek         | Stade des Costières     | 18 482 | Puma           | Marie Blachère                                      |
| O. G. C. Niza              | Niza          | Patrick Vieira       | Dante               | Allianz Riviera         | 35 624 | Macron         | Mutuelles du Soleil                                 |
| Olympique de Lyon          | Lyon          | Bruno Génésio        | Nabil Fekir         | Parc OL                 | 59 186 | Adidas         | Hyundai, Veolia                                     |
| Olympique de Marsella      | Marsella      | Rudi García          | Dimitri Payet       | Stade Vélodrome         | 67 395 | Puma           | Orange                                              |
| París Saint-Germain        | París         | Thomas Tuchel        | Thiago Silva        | Parc des Princes        | 48 712 | Nike           | Emirates, Qatar Investment Fund                     |
| A. S. Saint-Étienne        | Saint-Étienne | Jean-Louis Gasset    | Loïc Perrin         | Stade Geoffroy-Guichard | 41 965 | Le Coq Sportif | EoviMcd Mutuelle                                    |
| R. C. Estrasburgo          | Estrasburgo   | Thierry Laurey       | Stefan Mitrović     | Stade de la Meinau      | 27 500 | Adidas         | és Énergies                                         |
| Stade Rennais F. C.        | Rennes        | Julien Stéphan       | Benjamin André      | Roazhon Park            | 29 778 | Puma           | Samsic                                              |
| Stade de Reims             | Reims         | David Guion          | Marvin Martin       | Stade Auguste Delaune   | 21 684 | Hungaria Sport | Hyper U Reims Village                               |
| Toulouse F. C.             | Toulouse      | Alain Casanova       | Christopher Jullien | Stadium Municipal       | 33 500 | Joma           | Triangle Interim                                    |

### Cambios de entrenadores
| Equipo                     | Entrenador (jornadas)                                                  |
| -------------------------- | ---------------------------------------------------------------------- |
| F. C. Girondins de Burdeos | Gustavo Poyet (1) Éric Bedouet (2-28) Paulo Sousa (29-38)              |
| F. C. Nantes               | Miguel Cardoso (1-8) Vahid Halilhodžić (9-38)                          |
| A. S. Mónaco               | Leonardo Jardim (1-9, 23-38) Thierry Henry (10-21) Franck Passi (22)   |
| E. A. Guingamp             | Antoine Kombouaré (1-12) Sylvain Didot (13) Jocelyn Gourvennec (14-38) |
| Stade Rennais F. C.        | Sabri Lamouchi (1-15) Julien Stéphan (16-38)                           |
| Dijon F. C. O.             | Olivier Dall'Oglio (1-17, 19) Antoine Kombouaré (18, 20-38)            |

### Equipos porregión
| Región                    | N.º | Equipos                           |
| ------------------------- | --- | --------------------------------- |
| Occitania                 | 3   | Montpellier, Nîmes y Toulouse     |
| Auvernia-Ródano-Alpes     | 2   | Olympique de Lyon y Saint-Étienne |
| Bretaña                   | 2   | EA Guingamp y Rennes              |
| Provenza-Alpes-Costa Azul | 2   | Olympique de Marsella y Niza      |
| Alta Francia              | 2   | Lille y Amiens                    |
| País del Loira            | 2   | Nantes y Angers                   |
| Borgoña-Franco Condado    | 1   | Dijon                             |
| Champaña-Ardenas          | 1   | Stade de Reims                    |
| Isla de Francia           | 1   | París Saint-Germain               |
| Mónaco                    | 1   | Mónaco                            |
| Nueva Aquitania           | 1   | Girondins de Bordeaux             |
| Normandía                 | 1   | Caen                              |
| Alsacia                   | 1   | RC Strasbourg                     |

## Competición

### Reglamento
A partir de la temporada 2018-2019, los criterios de desempate atravesaron varias modificaciones con el propósito de dar más importancia a las confrontaciones directas. Por lo tanto los criterios en orden son:
1. Mayor número de puntos;
2. Mayor diferencia de gol general ;
3. Mayor número de puntos en confrontaciones directas;
4. Mayor diferencia de gol particular;
5. Mayor número de goles en confrontaciones directas;
6. Mayor número de goles de visitante en confrontaciones directas;
7. Mayor número de goles marcados;
8. Mayor número de goles marcados de visitante;
9. Mayor número de goles marcados en un solo partido;
10. Mejor clasificación en "fair play" (1 punto por amarilla, 3 puntos por roja).

## Tabla
| Pos. | Equipo                  | Pts. | PJ | G  | E  | P  | GF  | GC | Dif. | Clasificación 2019–20                  |
| ---- | ----------------------- | ---- | -- | -- | -- | -- | --- | -- | ---- | -------------------------------------- |
| 1    | París Saint-Germain (C) | 91   | 38 | 29 | 4  | 5  | 105 | 35 | +70  | Fase de grupos de la Liga de Campeones |
| 2    | Lille                   | 75   | 38 | 22 | 9  | 7  | 68  | 33 | +35  | Fase de grupos de la Liga de Campeones |
| 3    | Olympique de Lyon       | 72   | 38 | 21 | 9  | 8  | 70  | 47 | +23  | Fase de grupos de la Liga de Campeones |
| 4    | Saint-Étienne           | 66   | 38 | 19 | 9  | 10 | 59  | 41 | +18  | Fase de grupos de la Liga Europa       |
| 5    | Olympique de Marsella   | 61   | 38 | 18 | 7  | 13 | 60  | 52 | +8   |                                        |
| 6    | Montpellier             | 59   | 38 | 15 | 14 | 9  | 53  | 42 | +11  |                                        |
| 7    | Niza                    | 56   | 38 | 15 | 11 | 12 | 30  | 35 | −5   |                                        |
| 8    | Stade de Reims          | 55   | 38 | 13 | 16 | 9  | 39  | 42 | −3   |                                        |
| 9    | Nîmes Olympique         | 53   | 38 | 15 | 8  | 15 | 57  | 58 | −1   |                                        |
| 10   | Stade Rennais           | 52   | 38 | 13 | 13 | 12 | 55  | 52 | +3   | Fase de grupos de la Liga Europa       |
| 11   | Racing Estrasburgo      | 49   | 38 | 11 | 16 | 11 | 59  | 48 | +11  | Segunda ronda previa de la Liga Europa |
| 12   | Nantes                  | 48   | 38 | 13 | 9  | 16 | 48  | 48 | 0    |                                        |
| 13   | Angers                  | 46   | 38 | 10 | 16 | 12 | 44  | 49 | −5   |                                        |
| 14   | Girondins de Burdeos    | 41   | 38 | 10 | 11 | 17 | 34  | 42 | −8   |                                        |
| 15   | Amiens                  | 38   | 38 | 9  | 11 | 18 | 31  | 52 | −21  |                                        |
| 16   | Toulouse                | 38   | 38 | 8  | 14 | 16 | 35  | 57 | −22  |                                        |
| 17   | Mónaco                  | 36   | 38 | 8  | 12 | 18 | 38  | 57 | −19  |                                        |
| 18   | Dijon                   | 34   | 38 | 9  | 7  | 22 | 31  | 60 | −29  | Promoción por la permanencia           |
| 19   | Caen (D)                | 33   | 38 | 7  | 12 | 19 | 29  | 54 | −25  | Descenso de categoría                  |
| 20   | Guingamp (D)            | 27   | 38 | 5  | 12 | 21 | 28  | 68 | −40  | Descenso de categoría                  |

Actualizado a los partidos jugados el 24 de mayo de 2019.
 Fuente: Ligue 1
1. ↑  Copa de la Liga (CL): Racing Club de Estrasburgo se clasificó a la Segunda ronda previa de la Liga Europa 2019-20 tras haber quedado campeón de la Copa de la Liga 2018-19.

1. ↑  Copa de Francia (CC): Stade Rennais Football Club se clasificó a la fase de grupos de la Liga Europa 2019-20 tras haber quedado campeón de la Copa de Francia 2018-19.

### Evolución de la clasificación
| Equipo                    | 01 | 02 | 03 | 04 | 05 | 06 | 07 | 08 | 09 | 10 | 11 | 12 | 13 | 14 | 15 | 16 | 17 | 18 | 19 | 20 | 21 | 22 | 23 | 24 | 25 | 26 | 27 | 28 | 29 | 30 | 31 | 32 | 33 | 34 | 35 | 36 | 37 | 38 |
| ------------------------- | -- | -- | -- | -- | -- | -- | -- | -- | -- | -- | -- | -- | -- | -- | -- | -- | -- | -- | -- | -- | -- | -- | -- | -- | -- | -- | -- | -- | -- | -- | -- | -- | -- | -- | -- | -- | -- | -- |
| PSG1 2 6                  | 2  | 1  | 1  | 1  | 1  | 1  | 1  | 1  | 1  | 1  | 1  | 1  | 1  | 1  | 1  | 1  | 1  | 1  | 1  | 1  | 1  | 1  | 1  | 1  | 1  | 1  | 1  | 1  | 1  | 1  | 1  | 1  | 1  | 1  | 1  | 1  | 1  | 1  |
| Lille                     | 3  | 7  | 3  | 4  | 3  | 2  | 4  | 2  | 2  | 2  | 2  | 3  | 2  | 4  | 4  | 2  | 2  | 2  | 2  | 2  | 2  | 2  | 2  | 2  | 2  | 2  | 2  | 2  | 2  | 2  | 2  | 2  | 2  | 2  | 2  | 2  | 2  | 2  |
| Olympique de Lyon1        | 5  | 10 | 4  | 8  | 7  | 6  | 2  | 5  | 6  | 5  | 4  | 4  | 4  | 2  | 3  | 4  | 4  | 3  | 3  | 4  | 3  | 3  | 3  | 3  | 3  | 3  | 3  | 3  | 3  | 3  | 3  | 3  | 3  | 3  | 3  | 3  | 3  | 3  |
| Saint-Étienne1 4          | 9  | 8  | 8  | 9  | 14 | 8  | 6  | 4  | 5  | 6  | 6  | 5  | 5  | 6  | 6  | 6  | 6  | 5  | 5  | 3  | 4  | 4  | 4  | 4  | 5  | 4  | 5  | 6  | 5  | 4  | 4  | 4  | 4  | 4  | 4  | 4  | 4  | 4  |
| Olympique de Marsella1 2  | 1  | 9  | 9  | 5  | 2  | 5  | 3  | 6  | 3  | 4  | 5  | 6  | 6  | 5  | 5  | 5  | 5  | 6  | 6  | 9  | 7  | 8  | 10 | 6  | 4  | 5  | 4  | 4  | 4  | 5  | 5  | 5  | 5  | 6  | 6  | 6  | 6  | 5  |
| Montpellier1 2            | 13 | 11 | 12 | 7  | 6  | 3  | 5  | 3  | 4  | 3  | 3  | 2  | 3  | 3  | 2  | 3  | 3  | 4  | 4  | 5  | 6  | 6  | 5  | 5  | 6  | 7  | 7  | 7  | 7  | 7  | 8  | 6  | 6  | 5  | 5  | 5  | 5  | 6  |
| Niza1                     | 14 | 14 | 18 | 17 | 11 | 15 | 11 | 13 | 12 | 14 | 10 | 9  | 7  | 7  | 7  | 7  | 7  | 7  | 10 | 6  | 8  | 7  | 8  | 7  | 8  | 10 | 8  | 9  | 9  | 8  | 7  | 8  | 8  | 7  | 7  | 7  | 8  | 7  |
| Stade de Reims            | 10 | 4  | 6  | 11 | 10 | 11 | 14 | 15 | 17 | 13 | 9  | 8  | 9  | 8  | 9  | 11 | 11 | 8  | 9  | 10 | 12 | 9  | 7  | 10 | 7  | 6  | 6  | 5  | 6  | 6  | 6  | 7  | 7  | 8  | 9  | 9  | 9  | 8  |
| Nîmes1 3 5                | 7  | 2  | 5  | 10 | 8  | 10 | 12 | 14 | 14 | 15 | 16 | 13 | 14 | 11 | 10 | 8  | 9  | 10 | 11 | 11 | 10 | 11 | 11 | 11 | 10 | 11 | 11 | 11 | 11 | 12 | 10 | 10 | 9  | 9  | 8  | 8  | 7  | 9  |
| Stade Rennais2 5          | 16 | 12 | 13 | 6  | 9  | 13 | 17 | 16 | 11 | 11 | 14 | 12 | 12 | 13 | 14 | 13 | 10 | 11 | 8  | 8  | 9  | 10 | 9  | 8  | 11 | 9  | 10 | 8  | 8  | 10 | 11 | 11 | 11 | 11 | 13 | 12 | 10 | 10 |
| Estrasburgo4              | 6  | 6  | 11 | 15 | 16 | 9  | 13 | 8  | 9  | 7  | 7  | 7  | 8  | 9  | 8  | 9  | 8  | 9  | 7  | 7  | 5  | 5  | 6  | 9  | 9  | 8  | 9  | 10 | 10 | 9  | 9  | 9  | 10 | 10 | 10 | 11 | 12 | 11 |
| Nantes1 2 4 6             | 15 | 20 | 17 | 16 | 17 | 18 | 19 | 19 | 19 | 18 | 13 | 10 | 10 | 10 | 12 | 12 | 13 | 13 | 13 | 13 | 14 | 14 | 15 | 14 | 14 | 14 | 14 | 14 | 15 | 15 | 15 | 14 | 13 | 12 | 11 | 10 | 11 | 12 |
| Angers1 2 3               | 11 | 16 | 19 | 18 | 12 | 12 | 8  | 11 | 10 | 10 | 12 | 15 | 13 | 14 | 13 | 14 | 14 | 14 | 15 | 15 | 15 | 15 | 13 | 12 | 12 | 12 | 12 | 12 | 12 | 11 | 12 | 12 | 12 | 13 | 12 | 13 | 13 | 13 |
| Girondins de Burdeos1 2 4 | 18 | 18 | 15 | 19 | 19 | 14 | 10 | 9  | 7  | 8  | 8  | 11 | 11 | 12 | 11 | 10 | 12 | 12 | 12 | 12 | 11 | 12 | 12 | 13 | 13 | 13 | 13 | 13 | 13 | 13 | 13 | 13 | 14 | 14 | 14 | 14 | 14 | 14 |
| Amiens2                   | 17 | 19 | 14 | 14 | 18 | 19 | 15 | 17 | 13 | 17 | 18 | 18 | 16 | 16 | 18 | 19 | 17 | 18 | 17 | 17 | 17 | 18 | 19 | 16 | 17 | 17 | 17 | 16 | 17 | 17 | 17 | 17 | 17 | 17 | 16 | 16 | 17 | 15 |
| Toulouse1                 | 20 | 13 | 7  | 3  | 4  | 4  | 7  | 7  | 8  | 9  | 11 | 14 | 15 | 15 | 15 | 15 | 15 | 15 | 14 | 14 | 13 | 13 | 14 | 15 | 15 | 15 | 15 | 15 | 14 | 14 | 14 | 15 | 15 | 15 | 15 | 15 | 15 | 16 |
| Mónaco1                   | 4  | 5  | 10 | 13 | 15 | 16 | 18 | 18 | 18 | 19 | 19 | 19 | 19 | 19 | 19 | 18 | 19 | 19 | 19 | 19 | 19 | 19 | 18 | 18 | 16 | 16 | 16 | 17 | 16 | 16 | 16 | 16 | 16 | 16 | 17 | 17 | 16 | 17 |
| Dijon2                    | 8  | 3  | 2  | 2  | 5  | 7  | 9  | 12 | 16 | 16 | 17 | 17 | 18 | 18 | 17 | 16 | 16 | 17 | 18 | 18 | 18 | 16 | 16 | 17 | 18 | 19 | 19 | 18 | 19 | 20 | 18 | 18 | 18 | 19 | 19 | 19 | 19 | 18 |
| Caen4                     | 19 | 15 | 16 | 12 | 13 | 17 | 16 | 10 | 15 | 12 | 15 | 16 | 17 | 17 | 16 | 17 | 18 | 16 | 16 | 16 | 16 | 17 | 17 | 19 | 19 | 18 | 18 | 19 | 20 | 18 | 19 | 20 | 19 | 18 | 18 | 18 | 18 | 19 |
| Guingamp2 4               | 12 | 17 | 20 | 20 | 20 | 20 | 20 | 20 | 20 | 20 | 20 | 20 | 20 | 20 | 20 | 20 | 20 | 20 | 20 | 20 | 20 | 20 | 20 | 20 | 20 | 20 | 20 | 20 | 18 | 19 | 20 | 19 | 20 | 20 | 20 | 20 | 20 | 20 |

Notas:
- 1 Posiciones de Mónaco, Niza, Saint-Étienne, Olympique de Marsella, Angers, Girondins de Burdeos, Nîmes, Nantes, Toulouse y Olympique de Lyon de la fecha 17 hasta la 19 con un partido pendiente por la suspensión de sus respectivos partidos en la jornada 17 por razones de seguridad, a causa del movimiento de los chalecos amarillos.
- 1 Posiciones de París Saint-Germain y Montpellier de la fecha 17 hasta la 25 con un partido pendiente por la suspensión de sus partidos en la jornada 17 por razones de seguridad, a causa del movimiento de los chalecos amarillos.
- 2 Posiciones de Nantes, Montpellier, Amiens y Angers de la fecha 18 hasta la 19 con un partido pendiente por la suspensión de sus respectivos partidos en la jornada 18 por razones de seguridad, a causa del movimiento de los chalecos amarillos.
- 2 Posiciones de Guingamp y Stade Rennes de la fecha 18 hasta la 20 con un partido pendiente por la suspensión de su partido en la jornada 18 por razones de seguridad, a causa del movimiento de los chalecos amarillos.
- 2 Posiciones de Olympique de Marsella y Girondins de Burdeos de la fecha 18 hasta la 23 con un partido pendiente por la suspensión de su partido en la jornada 18 por razones de seguridad, a causa del movimiento de los chalecos amarillos.
- 2 Posiciones de Dijon y París Saint-Germain de la fecha 18 hasta la 28 con un partido pendiente por la suspensión de su partido en la jornada 18 por razones de seguridad, a causa del movimiento de los chalecos amarillos.
- 3 Posiciones de Nîmes y Angers de la fecha 20 con un partido pendiente por el aplazamiento de su partido en dicha jornada.
- 4 Posiciones de Caen, Nantes, Saint-Étienne y Estrasburgo de la fecha 23 hasta la 24 con un partido pendiente por el aplazamiento de su partido en dicha jornada por razones de seguridad, a causa del movimiento de los chalecos amarillos.
- 4 Posiciones de Girondins de Burdeos y Guingamp de la fecha 23 hasta la 25 con un partido pendiente por el aplazamiento de su partido en dicha jornada por razones de seguridad, a causa del movimiento de los chalecos amarillos.
- 5 Posiciones de Stade Rennes y Nîmes de la fecha 27 hasta la 30 con un partido pendiente por el aplazamiento de su partido en dicha jornada por razones de seguridad, a causa del movimiento de los chalecos amarillos.
- 6 Posiciones de Nantes y París Saint-Germain de la fecha 28 hasta la 32 con un partido pendiente por el aplazamiento de su partido en dicha jornada por razones de seguridad, a causa del movimiento de los chalecos amarillos.

## Resultados
Los horarios corresponden al huso horario de Francia (Hora central europea): UTC+1 en horario estándar y UTC+2 en horario de verano

### Primera vuelta
| Olympique de Marsella | 4 - 0 | Toulouse       | Stade Vélodrome         | 10 de agosto | 20:45 |
| Nantes                | 1 - 3 | Mónaco         | Stade de la Beaujoire   | 11 de agosto | 17:00 |
| Angers                | 3 - 4 | Nîmes          | Stade Jean-Bouin        | 11 de agosto | 20:00 |
| Lille                 | 3 - 1 | Stade Rennais  | Stade Pierre-Mauroy     | 11 de agosto | 20:00 |
| Montpellier           | 1 - 2 | Dijon          | Stade de la Mosson      | 11 de agosto | 20:00 |
| Nice                  | 0 - 1 | Stade de Reims | Allianz Riviera         | 11 de agosto | 20:00 |
| Saint-Étienne         | 2 - 1 | Guingamp       | Stade Geoffroy-Guichard | 11 de agosto | 20:00 |
| Olympique de Lyon     | 2 - 0 | Amiens         | Parc OL                 | 12 de agosto | 15:00 |
| Girondins de Burdeos  | 0 - 2 | Estrasburgo    | Stade Matmut Atlantique | 12 de agosto | 17:00 |
| París Saint-Germain   | 3 - 0 | Caen           | Parc des Princes        | 12 de agosto | 21:00 |

| Stade de Reims | 1 - 0 | Olympique de Lyon     | Stade Auguste Delaune | 17 de agosto | 20:45 |
| Guingamp       | 1 - 3 | París Saint-Germain   | Stade du Roudourou    | 18 de agosto | 17:00 |
| Amiens         | 1 - 2 | Montpellier           | Stade de la Licorne   | 18 de agosto | 20:00 |
| Caen           | 1 - 1 | Nice                  | Stade Michel d'Ornano | 18 de agosto | 20:00 |
| Dijon          | 2 - 0 | Nantes                | Stade Gaston Gérard   | 18 de agosto | 20:00 |
| Mónaco         | 0 - 0 | Lille                 | Stade Louis II        | 18 de agosto | 20:00 |
| Stade Rennais  | 1 - 0 | Angers                | Roazhon Park          | 18 de agosto | 20:00 |
| Estrasburgo    | 1 - 1 | Saint-Étienne         | Stade de la Meinau    | 19 de agosto | 15:00 |
| Toulouse       | 2 - 1 | Girondins de Burdeos  | Stade de Toulouse     | 19 de agosto | 17:00 |
| Nîmes          | 3 - 1 | Olympique de Marsella | Stade des Costières   | 19 de agosto | 21:00 |

| Olympique de Lyon     | 2 - 0 | Estrasburgo    | Parc OL                 | 24 de agosto | 20:45 |
| París Saint-Germain   | 3 - 1 | Angers         | Parc des Princes        | 25 de agosto | 17:00 |
| Amiens                | 4 - 1 | Stade de Reims | Stade de la Licorne     | 25 de agosto | 20:00 |
| Montpellier           | 0 - 0 | Saint-Étienne  | Stade de la Mosson      | 25 de agosto | 20:00 |
| Nantes                | 1 - 1 | Caen           | Stade de la Beaujoire   | 25 de agosto | 20:00 |
| Nice                  | 0 - 4 | Dijon          | Allianz Riviera         | 25 de agosto | 20:00 |
| Toulouse              | 1 - 0 | Nîmes          | Stade de Toulouse       | 25 de agosto | 20:00 |
| Lille                 | 3 - 0 | Guingamp       | Stade Pierre-Mauroy     | 26 de agosto | 15:00 |
| Girondins de Burdeos  | 2 - 1 | Mónaco         | Stade Matmut Atlantique | 26 de agosto | 17:00 |
| Olympique de Marsella | 2 - 2 | Stade Rennais  | Stade Vélodrome         | 26 de agosto | 21:00 |

| Olympique de Lyon | 0 - 1 | Nice                  | Parc OL                 | 31 de agosto    | 20:45 |
| Nîmes             | 2 - 4 | París Saint-Germain   | Stade des Costières     | 1 de septiembre | 17:00 |
| Angers            | 1 - 0 | Lille                 | Stade Jean-Bouin        | 1 de septiembre | 20:00 |
| Dijon             | 0 - 2 | Caen                  | Stade Gaston Gérard     | 1 de septiembre | 20:00 |
| Guingamp          | 1 - 2 | Toulouse              | Stade du Roudourou      | 1 de septiembre | 20:00 |
| Stade de Reims    | 0 - 1 | Montpellier           | Stade Auguste Delaune   | 1 de septiembre | 20:00 |
| Estrasburgo       | 2 - 3 | Nantes                | Stade de la Meinau      | 1 de septiembre | 20:00 |
| Saint-Étienne     | 0 - 0 | Amiens                | Stade Geoffroy-Guichard | 2 de septiembre | 15:00 |
| Stade Rennais     | 2 - 0 | Girondins de Burdeos  | Roazhon Park            | 2 de septiembre | 17:00 |
| Mónaco            | 2 - 3 | Olympique de Marsella | Stade Louis II          | 2 de septiembre | 21:00 |

| Nice                  | 2 - 1 | Stade Rennais     | Allianz Riviera         | 14 de septiembre | 19:00 |
| París Saint-Germain   | 4 - 0 | Saint-Étienne     | Parc des Princes        | 14 de septiembre | 20:45 |
| Caen                  | 2 - 2 | Olympique de Lyon | Stade Michel d'Ornano   | 15 de septiembre | 17:00 |
| Amiens                | 2 - 3 | Lille             | Stade de la Licorne     | 15 de septiembre | 20:00 |
| Dijon                 | 1 - 3 | Angers            | Stade Gaston Gérard     | 15 de septiembre | 20:00 |
| Montpellier           | 1 - 1 | Estrasburgo       | Stade de la Mosson      | 15 de septiembre | 20:00 |
| Toulouse              | 1 - 1 | Mónaco            | Stade de Toulouse       | 15 de septiembre | 20:00 |
| Nantes                | 0 - 0 | Stade de Reims    | Stade de la Beaujoire   | 16 de septiembre | 15:00 |
| Girondins de Burdeos  | 3 - 3 | Nîmes             | Stade Matmut Atlantique | 16 de septiembre | 17:00 |
| Olympique de Marsella | 4 - 0 | Guingamp          | Stade Vélodrome         | 16 de septiembre | 21:00 |

| Mónaco            | 1 - 1 | Nîmes                 | Stade Louis II          | 21 de septiembre | 20:45 |
| Lille             | 2 - 1 | Nantes                | Stade Pierre-Mauroy     | 22 de septiembre | 17:00 |
| Angers            | 0 - 0 | Toulouse              | Stade Jean-Bouin        | 22 de septiembre | 20:00 |
| Montpellier       | 1 - 0 | Nice                  | Stade de la Mosson      | 22 de septiembre | 20:00 |
| Stade de Reims    | 0 - 0 | Dijon                 | Stade Auguste Delaune   | 22 de septiembre | 20:00 |
| Saint-Étienne     | 2 - 1 | Caen                  | Stade Geoffroy-Guichard | 22 de septiembre | 20:00 |
| Estrasburgo       | 3 - 1 | Amiens                | Stade de la Meinau      | 22 de septiembre | 20:00 |
| Stade Rennais     | 1 - 3 | París Saint-Germain   | Roazhon Park            | 23 de septiembre | 15:00 |
| Guingamp          | 1 - 3 | Girondins de Burdeos  | Stade du Roudourou      | 23 de septiembre | 17:00 |
| Olympique de Lyon | 4 - 2 | Olympique de Marsella | Parc OL                 | 23 de septiembre | 21:00 |

| Mónaco                | 0 - 1 | Angers            | Stade Louis II          | 25 de septiembre | 19:00 |
| Nantes                | 1 - 2 | Nice              | Stade de la Beaujoire   | 25 de septiembre | 19:00 |
| Toulouse              | 2 - 3 | Saint-Étienne     | Stade de Toulouse       | 25 de septiembre | 21:00 |
| Amiens                | 2 - 1 | Stade Rennais     | Stade de la Licorne     | 26 de septiembre | 19:00 |
| Girondins de Burdeos  | 1 - 0 | Lille             | Stade Matmut Atlantique | 26 de septiembre | 19:00 |
| Caen                  | 2 - 2 | Montpellier       | Stade Michel d'Ornano   | 26 de septiembre | 19:00 |
| Dijon                 | 0 - 3 | Olympique de Lyon | Stade Gaston Gérard     | 26 de septiembre | 19:00 |
| Olympique de Marsella | 3 - 2 | Estrasburgo       | Stade Vélodrome         | 26 de septiembre | 19:00 |
| Nîmes                 | 0 - 0 | Guingamp          | Stade des Costières     | 26 de septiembre | 19:00 |
| París Saint-Germain   | 4 - 1 | Stade de Reims    | Parc des Princes        | 26 de septiembre | 21:00 |

| Saint-Étienne     | 2 - 0 | Mónaco                | Stade Geoffroy-Guichard | 28 de septiembre | 20:45 |
| Nice              | 0 - 3 | París Saint-Germain   | Allianz Riviera         | 29 de septiembre | 17:15 |
| Angers            | 0 - 1 | Guingamp              | Stade Jean-Bouin        | 29 de septiembre | 20:00 |
| Caen              | 1 - 0 | Amiens                | Stade Michel d'Ornano   | 29 de septiembre | 20:00 |
| Olympique de Lyon | 1 - 1 | Nantes                | Parc OL                 | 29 de septiembre | 20:00 |
| Stade de Reims    | 0 - 0 | Girondins de Burdeos  | Stade Auguste Delaune   | 29 de septiembre | 20:00 |
| Estrasburgo       | 3 - 0 | Dijon                 | Stade de la Meinau      | 29 de septiembre | 20:00 |
| Stade Rennais     | 1 - 1 | Toulouse              | Roazhon Park            | 30 de septiembre | 15:00 |
| Montpellier       | 3 - 0 | Nîmes                 | Stade de la Mosson      | 30 de septiembre | 17:00 |
| Lille             | 3 - 0 | Olympique de Marsella | Stade Pierre-Mauroy     | 30 de septiembre | 21:00 |

| Toulouse              | 1 - 1 | Nice              | Stade de Toulouse       | 5 de octubre | 20:45 |
| Lille                 | 3 - 1 | Saint-Étienne     | Stade Pierre-Mauroy     | 6 de octubre | 17:00 |
| Amiens                | 1 - 0 | Dijon             | Stade de la Licorne     | 6 de octubre | 20:00 |
| Angers                | 2 - 2 | Estrasburgo       | Stade Jean-Bouin        | 6 de octubre | 20:00 |
| Guingamp              | 1 - 1 | Montpellier       | Stade du Roudourou      | 6 de octubre | 20:00 |
| Nîmes                 | 0 - 0 | Stade de Reims    | Stade des Costières     | 6 de octubre | 20:00 |
| Girondins de Burdeos  | 3 - 0 | Nantes            | Stade Matmut Atlantique | 7 de octubre | 15:00 |
| Olympique de Marsella | 2 - 0 | Caen              | Stade Vélodrome         | 7 de octubre | 17:00 |
| Mónaco                | 1 - 2 | Stade Rennais     | Stade Louis II          | 7 de octubre | 17:00 |
| París Saint-Germain   | 5 - 0 | Olympique de Lyon | Parc des Princes        | 7 de octubre | 21:00 |

| Olympique de Lyon   | 2 - 0 | Nîmes                 | Parc OL                 | 19 de octubre | 20:45 |
| París Saint-Germain | 5 - 0 | Amiens                | Parc des Princes        | 20 de octubre | 17:00 |
| Caen                | 0 - 0 | Guingamp              | Stade Michel d'Ornano   | 20 de octubre | 20:00 |
| Dijon               | 1 - 2 | Lille                 | Stade Gaston Gérard     | 20 de octubre | 20:00 |
| Nantes              | 4 - 0 | Toulouse              | Stade de la Beaujoire   | 20 de octubre | 20:00 |
| Stade de Reims      | 1 - 1 | Angers                | Stade Auguste Delaune   | 20 de octubre | 20:00 |
| Estrasburgo         | 2 - 1 | Mónaco                | Stade de la Meinau      | 20 de octubre | 20:00 |
| Montpellier         | 2 - 0 | Girondins de Burdeos  | Stade de la Mosson      | 21 de octubre | 15:00 |
| Saint-Étienne       | 1 - 1 | Stade Rennais         | Stade Geoffroy-Guichard | 21 de octubre | 17:00 |
| Nice                | 0 - 1 | Olympique de Marsella | Allianz Riviera         | 21 de octubre | 21:00 |

| Nîmes                 | 1 - 1 | Saint-Étienne       | Stade des Costières     | 26 de octubre | 20:45 |
| Angers                | 1 - 2 | Olympique de Lyon   | Stade Jean-Bouin        | 27 de octubre | 17:00 |
| Amiens                | 1 - 2 | Nantes              | Stade de la Licorne     | 27 de octubre | 20:00 |
| Guingamp              | 1 - 1 | Estrasburgo         | Stade du Roudourou      | 27 de octubre | 20:00 |
| Lille                 | 1 - 0 | Caen                | Stade Pierre-Mauroy     | 27 de octubre | 20:00 |
| Mónaco                | 2 - 2 | Dijon               | Stade Louis II          | 27 de octubre | 20:00 |
| Toulouse              | 0 - 3 | Montpellier         | Stade de Toulouse       | 27 de octubre | 20:00 |
| Stade Rennais         | 0 - 2 | Stade de Reims      | Roazhon Park            | 28 de octubre | 15:00 |
| Girondins de Burdeos  | 0 - 1 | Nice                | Stade Matmut Atlantique | 28 de octubre | 17:00 |
| Olympique de Marsella | 0 - 2 | París Saint-Germain | Stade Vélodrome         | 28 de octubre | 21:00 |

| París Saint-Germain | 2 - 1 | Lille                 | Parc des Princes        | 2 de noviembre | 20:45 |
| Olympique de Lyon   | 1 - 1 | Girondins de Burdeos  | Parc OL                 | 3 de noviembre | 17:00 |
| Caen                | 1 - 2 | Stade Rennais         | Stade Michel d'Ornano   | 3 de noviembre | 20:00 |
| Dijon               | 0 - 4 | Nîmes                 | Stade Gaston Gérard     | 3 de noviembre | 20:00 |
| Nice                | 1 - 0 | Amiens                | Allianz Riviera         | 3 de noviembre | 20:00 |
| Stade de Reims      | 1 - 0 | Mónaco                | Stade Auguste Delaune   | 3 de noviembre | 20:00 |
| Estrasburgo         | 1 - 1 | Toulouse              | Stade de la Meinau      | 3 de noviembre | 20:00 |
| Nantes              | 5 - 0 | Guingamp              | Stade de la Beaujoire   | 4 de noviembre | 15:00 |
| Saint-Étienne       | 4 - 3 | Angers                | Stade Geoffroy-Guichard | 4 de noviembre | 17:00 |
| Montpellier         | 3 - 0 | Olympique de Marsella | Stade de la Mosson      | 4 de noviembre | 21:00 |

| Lille                 | 0 - 0 | Estrasburgo         | Stade Pierre-Mauroy     | 9 de noviembre  | 20:45 |
| Guingamp              | 2 - 4 | Olympique de Lyon   | Stade du Roudourou      | 10 de noviembre | 17:00 |
| Angers                | 1 - 0 | Montpellier         | Stade Jean-Bouin        | 10 de noviembre | 20:00 |
| Nîmes                 | 0 - 1 | Nice                | Stade des Costières     | 10 de noviembre | 20:00 |
| Saint-Étienne         | 2 - 0 | Stade de Reims      | Stade Geoffroy-Guichard | 10 de noviembre | 20:00 |
| Toulouse              | 0 - 1 | Amiens              | Stade de Toulouse       | 10 de noviembre | 20:00 |
| Girondins de Burdeos  | 0 - 0 | Caen                | Stade Matmut Atlantique | 11 de noviembre | 15:00 |
| Olympique de Marsella | 2 - 0 | Dijon               | Stade Vélodrome         | 11 de noviembre | 17:00 |
| Stade Rennais         | 1 - 1 | Nantes              | Roazhon Park            | 11 de noviembre | 17:00 |
| Mónaco                | 0 - 4 | París Saint-Germain | Stade Louis II          | 11 de noviembre | 21:00 |

| Olympique de Lyon   | 1 - 0 | Saint-Étienne         | Parc OL               | 23 de noviembre | 21:00 |
| París Saint-Germain | 1 - 0 | Toulouse              | Parc des Princes      | 24 de noviembre | 17:00 |
| Caen                | 0 - 1 | Mónaco                | Stade Michel d'Ornano | 24 de noviembre | 20:00 |
| Dijon               | 0 - 0 | Girondins de Burdeos  | Stade Gaston Gérard   | 24 de noviembre | 20:00 |
| Nantes              | 1 - 1 | Angers                | Stade de la Beaujoire | 24 de noviembre | 20:00 |
| Stade de Reims      | 2 - 1 | Guingamp              | Stade Auguste Delaune | 24 de noviembre | 20:00 |
| Estrasburgo         | 0 - 1 | Nîmes                 | Stade de la Meinau    | 24 de noviembre | 20:00 |
| Montpellier         | 2 - 2 | Stade Rennais         | Stade de la Mosson    | 25 de noviembre | 15:00 |
| Nice                | 2 - 0 | Lille                 | Allianz Riviera       | 25 de noviembre | 17:00 |
| Amiens              | 1 - 3 | Olympique de Marsella | Stade de la Licorne   | 25 de noviembre | 21:00 |

| Saint-Étienne         | 3 - 0 | Nantes              | Stade Geoffroy-Guichard | 30 de noviembre | 20:45 |
| Lille                 | 2 - 2 | Olympique de Lyon   | Stade Pierre-Mauroy     | 1 de diciembre  | 17:00 |
| Angers                | 1 - 1 | Caen                | Stade Jean-Bouin        | 1 de diciembre  | 20:00 |
| Guingamp              | 0 - 0 | Nice                | Stade du Roudourou      | 1 de diciembre  | 20:00 |
| Mónaco                | 1 - 2 | Montpellier         | Stade Louis II          | 1 de diciembre  | 20:00 |
| Nîmes                 | 3 - 0 | Amiens              | Stade des Costières     | 1 de diciembre  | 20:00 |
| Toulouse              | 2 - 2 | Dijon               | Stade de Toulouse       | 2 de diciembre  | 15:00 |
| Olympique de Marsella | 0 - 0 | Stade de Reims      | Stade Vélodrome         | 2 de diciembre  | 17:00 |
| Stade Rennais         | 1 - 4 | Estrasburgo         | Roazhon Park            | 2 de diciembre  | 17:00 |
| Girondins de Burdeos  | 2 - 2 | París Saint-Germain | Stade Matmut Atlantique | 2 de diciembre  | 21:00 |

| Amiens               | 0 - 2 | Mónaco                | Stade de la Licorne     | 4 de diciembre | 19:00 |
| Nice                 | 0 - 0 | Angers                | Allianz Riviera         | 4 de diciembre | 19:00 |
| Montpellier          | 0 - 1 | Lille                 | Stade de la Mosson      | 4 de diciembre | 21:00 |
| Girondins de Burdeos | 3 - 2 | Saint-Étienne         | Stade Matmut Atlantique | 5 de diciembre | 19:00 |
| Caen                 | 1 - 2 | Nîmes                 | Stade Michel d'Ornano   | 5 de diciembre | 19:00 |
| Dijon                | 2 - 1 | Guingamp              | Stade Gaston Gérard     | 5 de diciembre | 19:00 |
| Olympique de Lyon    | 0 - 2 | Stade Rennais         | Parc OL                 | 5 de diciembre | 19:00 |
| Nantes               | 3 - 2 | Olympique de Marsella | Stade de la Beaujoire   | 5 de diciembre | 19:00 |
| Stade de Reims       | 0 - 1 | Toulouse              | Stade Auguste Delaune   | 5 de diciembre | 19:00 |
| Estrasburgo          | 1 - 1 | París Saint-Germain   | Stade de la Meinau      | 5 de diciembre | 21:00 |

| Guingamp            | 1 - 2 | Amiens                | Stade du Roudourou      | 8 de diciembre | 20:00 |
| Stade Rennais       | 2 - 0 | Dijon                 | Roazhon Park            | 8 de diciembre | 20:00 |
| Estrasburgo         | 2 - 2 | Caen                  | Stade de la Meinau      | 9 de diciembre | 15:00 |
| Lille               | 1 - 1 | Stade de Reims        | Stade Pierre-Mauroy     | 9 de diciembre | 17:00 |
| Angers              | 1 - 2 | Girondins de Burdeos  | Stade Jean-Bouin        | 15 de enero    | 19:00 |
| Mónaco              | 1 - 1 | Nice                  | Stade Louis II          | 16 de enero    | 19:00 |
| Toulouse            | 2 - 2 | Olympique de Lyon     | Stade de Toulouse       | 16 de enero    | 19:00 |
| Nîmes               | 1 - 0 | Nantes                | Stade des Costières     | 16 de enero    | 19:00 |
| Saint-Étienne       | 2 - 1 | Olympique de Marsella | Stade Geoffroy-Guichard | 16 de enero    | 21:00 |
| París Saint-Germain | 5 - 1 | Montpellier           | Parc des Princes        | 20 de febrero  | 21:00 |

| Stade de Reims        | 2 - 1 | Estrasburgo          | Stade Auguste Delaune | 15 de diciembre | 20:00 |
| Nîmes                 | 2 - 3 | Lille                | Stade des Costières   | 16 de diciembre | 15:00 |
| Nice                  | 1 - 1 | Saint-Étienne        | Allianz Riviera       | 16 de diciembre | 17:00 |
| Olympique de Lyon     | 3 - 0 | Mónaco               | Parc OL               | 16 de diciembre | 21:00 |
| Caen                  | 2 - 1 | Toulouse             | Stade Michel d'Ornano | 18 de diciembre | 19:30 |
| Amiens                | 0 - 0 | Angers               | Stade de la Licorne   | 8 de enero      | 19:00 |
| Nantes                | 2 - 0 | Montpellier          | Stade de la Beaujoire | 8 de enero      | 19:00 |
| Guingamp              | 2 - 1 | Stade Rennais        | Stade du Roudourou    | 16 de enero     | 19:00 |
| Olympique de Marsella | 1 - 0 | Girondins de Burdeos | Stade Vélodrome       | 5 de febrero    | 19:00 |
| Dijon                 | 0 - 4 | París Saint-Germain  | Stade Gaston Gérard   | 12 de marzo     | 19:00 |

| Angers               | 1 - 1 | Olympique de Marsella | Stade Jean-Bouin        | 22 de diciembre | 21:00 |
| Lille                | 1 - 2 | Toulouse              | Stade Pierre-Mauroy     | 22 de diciembre | 21:00 |
| Mónaco               | 0 - 2 | Guingamp              | Stade Louis II          | 22 de diciembre | 21:00 |
| Montpellier          | 1 - 1 | Olympique de Lyon     | Stade de la Mosson      | 22 de diciembre | 21:00 |
| París Saint-Germain  | 1 - 0 | Nantes                | Parc des Princes        | 22 de diciembre | 21:00 |
| Stade de Reims       | 2 - 2 | Caen                  | Stade Auguste Delaune   | 22 de diciembre | 21:00 |
| Stade Rennais        | 4 - 0 | Nîmes                 | Roazhon Park            | 22 de diciembre | 21:00 |
| Saint-Étienne        | 3 - 0 | Dijon                 | Stade Geoffroy-Guichard | 22 de diciembre | 21:00 |
| Estrasburgo          | 2 - 0 | Nice                  | Stade de la Meinau      | 22 de diciembre | 21:00 |
| Girondins de Burdeos | 1 - 1 | Amiens                | Stade Matmut Atlantique | 23 de diciembre | 17:00 |

### Segunda vuelta
| Caen                  | 1 - 3 | Lille                | Stade Michel d'Ornano | 11 de enero | 19:00 |
| Olympique de Lyon     | 1 - 1 | Stade de Reims       | Parc OL               | 11 de enero | 20:45 |
| Amiens                | 0 - 3 | París Saint-Germain  | Stade de la Licorne   | 12 de enero | 17:00 |
| Guingamp              | 0 - 1 | Saint-Étienne        | Stade du Roudourou    | 12 de enero | 20:00 |
| Nice                  | 1 - 0 | Girondins de Burdeos | Allianz Riviera       | 12 de enero | 20:00 |
| Nantes                | 0 - 1 | Stade Rennais        | Stade de la Beaujoire | 13 de enero | 15:00 |
| Toulouse              | 1 - 2 | Estrasburgo          | Stade de Toulouse     | 13 de enero | 17:00 |
| Dijon                 | 1 - 1 | Montpellier          | Stade Gaston Gérard   | 13 de enero | 17:00 |
| Olympique de Marsella | 1 - 1 | Mónaco               | Stade Vélodrome       | 13 de enero | 21:00 |
| Nîmes                 | 3 - 1 | Angers               | Stade des Costières   | 23 de enero | 19:00 |

| Lille                | 2 - 1 | Amiens                | Stade Pierre-Mauroy     | 18 de enero | 20:45 |
| París Saint-Germain  | 9 - 0 | Guingamp              | Parc des Princes        | 19 de enero | 17:00 |
| Mónaco               | 1 - 5 | Estrasburgo           | Stade Louis II          | 19 de enero | 20:00 |
| Nîmes                | 0 - 1 | Toulouse              | Stade des Costières     | 19 de enero | 20:00 |
| Stade de Reims       | 1 - 1 | Nice                  | Stade Auguste Delaune   | 19 de enero | 20:00 |
| Stade Rennais        | 0 - 0 | Montpellier           | Roazhon Park            | 20 de enero | 15:00 |
| Caen                 | 0 - 1 | Olympique de Marsella | Stade Michel d'Ornano   | 20 de enero | 17:00 |
| Angers               | 1 - 0 | Nantes                | Stade Jean-Bouin        | 20 de enero | 17:00 |
| Girondins de Burdeos | 1 - 0 | Dijon                 | Stade Matmut Atlantique | 20 de enero | 19:00 |
| Saint-Étienne        | 1 - 2 | Olympique de Lyon     | Stade Geoffroy-Guichard | 20 de enero | 21:00 |

| Olympique de Marsella | 1 - 2 | Lille                | Stade Vélodrome       | 25 de enero | 20:45 |
| Dijon                 | 2 - 0 | Mónaco               | Stade Gaston Gérard   | 26 de enero | 20:00 |
| Guingamp              | 0 - 1 | Stade de Reims       | Stade du Roudourou    | 26 de enero | 20:00 |
| Nice                  | 2 - 0 | Nîmes                | Allianz Riviera       | 26 de enero | 20:00 |
| Estrasburgo           | 1 - 0 | Girondins de Burdeos | Stade de la Meinau    | 26 de enero | 20:00 |
| Montpellier           | 2 - 0 | Caen                 | Stade de la Mosson    | 27 de enero | 15:00 |
| Amiens                | 0 - 1 | Olympique de Lyon    | Stade de la Licorne   | 27 de enero | 17:00 |
| Toulouse              | 0 - 0 | Angers               | Stade de Toulouse     | 27 de enero | 20:00 |
| París Saint-Germain   | 4 - 1 | Stade Rennais        | Parc des Princes      | 27 de enero | 21:00 |
| Nantes                | 1 - 1 | Saint-Étienne        | Stade de la Beaujoire | 30 de enero | 21:00 |

| Lille                | 4 - 0 | Nice                  | Stade Pierre-Mauroy     | 1 de febrero  | 20:45 |
| Angers               | 1 - 0 | Dijon                 | Stade Jean-Bouin        | 2 de febrero  | 20:00 |
| Mónaco               | 2 - 1 | Toulouse              | Stade Louis II          | 2 de febrero  | 20:00 |
| Stade Rennais        | 1 - 0 | Amiens                | Roazhon Park            | 2 de febrero  | 20:00 |
| Stade de Reims       | 2 - 1 | Olympique de Marsella | Stade Auguste Delaune   | 2 de febrero  | 21:00 |
| Nîmes                | 1 - 1 | Montpellier           | Stade des Costières     | 3 de febrero  | 15:00 |
| Olympique de Lyon    | 2 - 1 | París Saint-Germain   | Parc OL                 | 3 de febrero  | 21:00 |
| Saint-Étienne        | 2 - 1 | Estrasburgo           | Stade Geoffroy-Guichard | 13 de febrero | 19:00 |
| Caen                 | 0 - 1 | Nantes                | Stade Michel d'Ornano   | 13 de febrero | 19:30 |
| Girondins de Burdeos | 0 - 0 | Guingamp              | Stade Matmut Atlantique | 20 de febrero | 19:00 |

| Dijon               | 1 - 2 | Olympique de Marsella | Stade Gaston Gérard   | 8 de febrero  | 20:45 |
| París Saint-Germain | 1 - 0 | Girondins de Burdeos  | Parc des Princes      | 9 de febrero  | 17:00 |
| Amiens              | 1 - 0 | Caen                  | Stade de la Licorne   | 9 de febrero  | 20:00 |
| Estrasburgo         | 1 - 2 | Angers                | Stade de la Meinau    | 9 de febrero  | 20:00 |
| Montpellier         | 2 - 2 | Mónaco                | Stade de la Mosson    | 10 de febrero | 15:00 |
| Nantes              | 2 - 4 | Nîmes                 | Stade de la Beaujoire | 10 de febrero | 15:00 |
| Toulouse            | 1 - 1 | Stade de Reims        | Stade de Toulouse     | 10 de febrero | 15:00 |
| Guingamp            | 0 - 2 | Lille                 | Stade du Roudourou    | 10 de febrero | 17:00 |
| Stade Rennais       | 3 - 0 | Saint-Étienne         | Roazhon Park          | 10 de febrero | 17:00 |
| Nice                | 1 - 0 | Olympique de Lyon     | Allianz Riviera       | 10 de febrero | 21:00 |

| Nîmes                 | 2 - 0 | Dijon               | Stade des Costières     | 15 de febrero | 19:00 |
| Olympique de Lyon     | 2 - 1 | Guingamp            | Parc OL                 | 15 de febrero | 20:45 |
| Olympique de Marsella | 2 - 0 | Amiens              | Stade Vélodrome         | 16 de febrero | 17:00 |
| Angers                | 3 - 0 | Nice                | Stade Jean-Bouin        | 16 de febrero | 20:00 |
| Mónaco                | 1 - 0 | Nantes              | Stade Louis II          | 16 de febrero | 20:00 |
| Girondins de Burdeos  | 2 - 1 | Toulouse            | Stade Matmut Atlantique | 17 de febrero | 15:00 |
| Caen                  | 0 - 0 | Estrasburgo         | Stade Michel d'Ornano   | 17 de febrero | 15:00 |
| Lille                 | 0 - 0 | Montpellier         | Stade Pierre-Mauroy     | 17 de febrero | 15:00 |
| Stade de Reims        | 2 - 0 | Stade Rennais       | Stade Auguste Delaune   | 17 de febrero | 17:00 |
| Saint-Étienne         | 0 - 1 | París Saint-Germain | Stade Geoffroy-Guichard | 17 de febrero | 21:00 |

| Dijon               | 0 - 1 | Saint-Étienne         | Stade Gaston Gérard   | 22 de febrero | 19:00 |
| Estrasburgo         | 1 - 1 | Lille                 | Stade de la Meinau    | 22 de febrero | 20:45 |
| París Saint-Germain | 3 - 0 | Nîmes                 | Parc des Princes      | 23 de febrero | 17:00 |
| Amiens              | 1 - 0 | Nice                  | Stade de la Licorne   | 23 de febrero | 20:00 |
| Guingamp            | 1 - 0 | Angers                | Stade du Roudourou    | 23 de febrero | 20:00 |
| Montpellier         | 2 - 4 | Stade de Reims        | Stade de la Mosson    | 24 de febrero | 15:00 |
| Nantes              | 1 - 0 | Girondins             | Stade de la Beaujoire | 24 de febrero | 15:00 |
| Toulouse            | 1 - 1 | Caen                  | Stade de Toulouse     | 24 de febrero | 15:00 |
| Stade Rennais       | 1 - 1 | Olympique de Marsella | Roazhon Park          | 24 de febrero | 17:00 |
| Mónaco              | 2 - 0 | Olympique de Lyon     | Stade Louis II        | 24 de febrero | 21:00 |

| Caen                  | 1 - 2 | París Saint-Germain | Stade Michel d'Ornano   | 2 de marzo | 17:00 |
| Angers                | 2 - 2 | Mónaco              | Stade Jean-Bouin        | 2 de marzo | 20:00 |
| Stade de Reims        | 2 - 2 | Amiens              | Stade Auguste Delaune   | 2 de marzo | 20:00 |
| Guingamp              | 0 - 0 | Nantes              | Stade du Roudourou      | 3 de marzo | 15:00 |
| Lille                 | 1 - 0 | Dijon               | Stade Pierre-Mauroy     | 3 de marzo | 15:00 |
| Nice                  | 1 - 0 | Estrasburgo         | Allianz Riviera         | 3 de marzo | 15:00 |
| Olympique de Lyon     | 5 - 1 | Toulouse            | Parc OL                 | 3 de marzo | 17:00 |
| Olympique de Marsella | 2 - 0 | Saint-Étienne       | Stade Vélodrome         | 3 de marzo | 21:00 |
| Girondins de Burdeos  | 1 - 2 | Montpellier         | Stade Matmut Atlantique | 5 de marzo | 20:45 |
| Nîmes                 | 3 - 1 | Stade Rennais       | Stade des Costières     | 9 de abril | 19:00 |

| Estrasburgo           | 2 - 2 | Olympique de Lyon    | Stade de la Meinau      | 9 de marzo  | 17:00 |
| Amiens                | 2 - 1 | Nîmes                | Stade de la Licorne     | 9 de marzo  | 20:00 |
| Dijon                 | 1 - 1 | Stade de Reims       | Stade Gaston Gérard     | 9 de marzo  | 20:00 |
| Mónaco                | 1 - 1 | Girondins de Burdeos | Stade Louis II          | 9 de marzo  | 20:00 |
| Montpellier           | 2 - 2 | Angers               | Stade de la Mosson      | 10 de marzo | 15:00 |
| Saint-Étienne         | 0 - 1 | Lille                | Stade Geoffroy-Guichard | 10 de marzo | 15:00 |
| Toulouse              | 1 - 0 | Guingamp             | Stade de Toulouse       | 10 de marzo | 15:00 |
| Stade Rennais         | 3 - 1 | Caen                 | Roazhon Park            | 10 de marzo | 17:00 |
| Olympique de Marsella | 1 - 0 | Nice                 | Stade Vélodrome         | 10 de marzo | 21:00 |
| Nantes                | 3 - 2 | París Saint-Germain  | Stade de la Beaujoire   | 17 de abril | 19:00 |

| Nice                 | 1 - 1 | Toulouse              | Allianz Riviera         | 15 de marzo | 19:00 |
| Lille                | 0 - 1 | Mónaco                | Stade Pierre-Mauroy     | 15 de marzo | 20:45 |
| Angers               | 0 - 0 | Amiens                | Stade Jean-Bouin        | 16 de marzo | 20:00 |
| Caen                 | 0 - 5 | Saint-Étienne         | Stade Michel d'Ornano   | 16 de marzo | 20:00 |
| Guingamp             | 1 - 0 | Dijon                 | Stade du Roudourou      | 16 de marzo | 20:00 |
| Nîmes                | 2 - 2 | Estrasburgo           | Stade des Costières     | 16 de marzo | 20:00 |
| Olympique de Lyon    | 3 - 2 | Montpellier           | Parc OL                 | 17 de marzo | 14:30 |
| Stade de Reims       | 1 - 0 | Nantes                | Stade Auguste Delaune   | 17 de marzo | 15:00 |
| Girondins de Burdeos | 1 - 1 | Stade Rennais         | Stade Matmut Atlantique | 17 de marzo | 17:00 |
| París Saint-Germain  | 3 - 1 | Olympique de Marsella | Parc des Princes        | 17 de marzo | 21:00 |

| Stade Rennais         | 0 - 1 | Olympique de Lyon    | Roazhon Park            | 29 de marzo | 20:45 |
| Olympique de Marsella | 2 - 2 | Angers               | Stade Vélodrome         | 30 de marzo | 17:00 |
| Amiens                | 0 - 0 | Girondins de Burdeos | Stade de la Licorne     | 31 de marzo | 15:00 |
| Dijon                 | 0 - 1 | Nice                 | Stade Gaston Gérard     | 31 de marzo | 15:00 |
| Mónaco                | 0 - 1 | Caen                 | Stade Louis II          | 31 de marzo | 15:00 |
| Nantes                | 2 - 3 | Lille                | Stade de la Beaujoire   | 31 de marzo | 17:00 |
| Toulouse              | 0 - 1 | París Saint-Germain  | Stade de Toulouse       | 31 de marzo | 21:00 |
| Saint-Étienne         | 2 - 1 | Nîmes                | Stade Geoffroy-Guichard | 1 de abril  | 20:30 |
| Montpellier           | 2 - 0 | Guingamp             | Stade de la Mosson      | 3 de abril  | 19:00 |
| Estrasburgo           | 4 - 0 | Stade de Reims       | Stade de la Meinau      | 3 de abril  | 19:00 |

| Girondins de Burdeos | 2 - 0 | Olympique de Marsella | Stade Matmut Atlantique | 5 de abril | 20:45 |
| Olympique de Lyon    | 1 - 3 | Dijon                 | Parc OL                 | 6 de abril | 17:00 |
| Amiens               | 2 - 2 | Saint-Étienne         | Stade de la Licorne     | 6 de abril | 20:00 |
| Angers               | 3 - 3 | Stade Rennais         | Stade Jean-Bouin        | 6 de abril | 20:00 |
| Guingamp             | 1 - 1 | Mónaco                | Stade du Roudourou      | 6 de abril | 20:00 |
| Nîmes                | 2 - 0 | Caen                  | Stade des Costières     | 6 de abril | 20:00 |
| Stade de Reims       | 1 - 1 | Lille                 | Stade Auguste Delaune   | 7 de abril | 15:00 |
| Toulouse             | 1 - 0 | Nantes                | Stade de Toulouse       | 7 de abril | 15:00 |
| Nice                 | 1 - 0 | Montpellier           | Allianz Riviera         | 7 de abril | 17:00 |
| París Saint-Germain  | 2 - 2 | Estrasburgo           | Parc des Princes        | 7 de abril | 21:00 |

| Dijon                 | 0 - 0 | Amiens               | Stade Gaston Gérard     | 12 de abril | 19:00 |
| Nantes                | 2 - 1 | Olympique de Lyon    | Stade de la Beaujoire   | 12 de abril | 20:45 |
| Olympique de Marsella | 2 - 1 | Nîmes                | Stade Vélodrome         | 13 de abril | 17:00 |
| Caen                  | 0 - 1 | Angers               | Stade Michel d'Ornano   | 13 de abril | 20:00 |
| Mónaco                | 0 - 0 | Stade de Reims       | Stade Louis II          | 13 de abril | 20:00 |
| Estrasburgo           | 3 - 3 | Guingamp             | Stade de la Meinau      | 13 de abril | 20:00 |
| Montpellier           | 2 - 1 | Toulouse             | Stade de la Mosson      | 14 de abril | 15:00 |
| Stade Rennais         | 0 - 0 | Nice                 | Roazhon Park            | 14 de abril | 15:00 |
| Saint-Étienne         | 3 - 0 | Girondins de Burdeos | Stade Geoffroy-Guichard | 14 de abril | 17:00 |
| Lille                 | 5 - 1 | París Saint-Germain  | Stade Pierre-Mauroy     | 14 de abril | 21:00 |

| Dijon               | 3 - 2 | Stade Rennais         | Stade Gaston Gérard   | 19 de abril | 19:00 |
| Olympique de Lyon   | 2 - 1 | Angers                | Parc OL               | 19 de abril | 20:45 |
| Guingamp            | 1 - 3 | Olympique de Marsella | Stade du Roudourou    | 20 de abril | 17:00 |
| Nice                | 0 - 1 | Caen                  | Allianz Riviera       | 20 de abril | 20:00 |
| Nîmes               | 2 - 1 | Girondins de Burdeos  | Stade des Costières   | 20 de abril | 20:00 |
| Estrasburgo         | 1 - 3 | Montpellier           | Stade de la Meinau    | 20 de abril | 20:00 |
| Nantes              | 3 - 2 | Amiens                | Stade de la Beaujoire | 21 de abril | 15:00 |
| Toulouse            | 0 - 0 | Lille                 | Stade de Toulouse     | 21 de abril | 15:00 |
| Stade de Reims      | 0 - 2 | Saint-Étienne         | Stade Auguste Delaune | 21 de abril | 17:00 |
| París Saint-Germain | 3 - 1 | Mónaco                | Parc des Princes      | 21 de abril | 21:00 |

| Girondins de Burdeos  | 2 - 3 | Olympique de Lyon   | Stade Matmut Atlantique | 26 de abril | 20:45 |
| Amiens                | 0 - 0 | Estrasburgo         | Stade de la Licorne     | 28 de abril | 15:00 |
| Angers                | 1 - 1 | Stade de Reims      | Stade Jean-Bouin        | 28 de abril | 15:00 |
| Caen                  | 1 - 0 | Dijon               | Stade Michel d'Ornano   | 28 de abril | 15:00 |
| Lille                 | 5 - 0 | Nîmes               | Stade Pierre-Mauroy     | 28 de abril | 15:00 |
| Nice                  | 3 - 0 | Guingamp            | Allianz Riviera         | 28 de abril | 15:00 |
| Saint-Étienne         | 2 - 0 | Toulouse            | Stade Geoffroy-Guichard | 28 de abril | 17:00 |
| Olympique de Marsella | 1 - 2 | Nantes              | Stade Vélodrome         | 28 de abril | 21:00 |
| Montpellier           | 3 - 2 | París Saint-Germain | Stade de la Mosson      | 30 de abril | 19:00 |
| Stade Rennais         | 2 - 2 | Mónaco              | Roazhon Park            | 1 de mayo   | 19:00 |

| Estrasburgo          | 1 - 1 | Olympique de Marsella | Stade de la Meinau      | 3 de mayo | 20:45 |
| París Saint-Germain  | 1 - 1 | Nice                  | Parc des Princes        | 4 de mayo | 17:00 |
| Girondins de Burdeos | 0 - 1 | Angers                | Stade Matmut Atlantique | 4 de mayo | 20:00 |
| Guingamp             | 0 - 0 | Caen                  | Stade du Roudourou      | 4 de mayo | 20:00 |
| Stade de Reims       | 0 - 3 | Nîmes                 | Stade Auguste Delaune   | 4 de mayo | 20:00 |
| Montpellier          | 1 - 1 | Amiens                | Stade de la Mosson      | 5 de mayo | 15:00 |
| Toulouse             | 2 - 2 | Stade Rennais         | Stade de Toulouse       | 5 de mayo | 15:00 |
| Nantes               | 3 - 0 | Dijon                 | Stade de la Beaujoire   | 5 de mayo | 15:00 |
| Mónaco               | 2 - 3 | Saint-Étienne         | Stade Louis II          | 5 de mayo | 17:00 |
| Olympique de Lyon    | 2 - 2 | Lille                 | Parc OL                 | 5 de mayo | 21:00 |

| Saint-Étienne         | 0 - 1 | Montpellier          | Stade Geoffroy-Guichard | 10 de mayo | 20:45 |
| Angers                | 1 - 2 | París Saint-Germain  | Stade Jean-Bouin        | 11 de mayo | 17:00 |
| Amiens                | 0 - 0 | Toulouse             | Stade de la Licorne     | 11 de mayo | 20:00 |
| Caen                  | 3 - 2 | Stade de Reims       | Stade Michel d'Ornano   | 11 de mayo | 20:00 |
| Dijon                 | 2 - 1 | Estrasburgo          | Stade Gaston Gérard     | 11 de mayo | 20:00 |
| Nice                  | 1 - 1 | Nantes               | Allianz Riviera         | 11 de mayo | 20:00 |
| Nîmes                 | 1 - 0 | Mónaco               | Stade des Costières     | 11 de mayo | 20:00 |
| Stade Rennais         | 1 - 1 | Guingamp             | Roazhon Park            | 12 de mayo | 15:00 |
| Lille                 | 1 - 0 | Girondins de Burdeos | Stade Pierre-Mauroy     | 12 de mayo | 17:00 |
| Olympique de Marsella | 0 - 3 | Olympique de Lyon    | Stade Vélodrome         | 12 de mayo | 21:00 |

| Girondins de Burdeos | 0 - 1 | Stade de Reims        | Stade Matmut Atlantique | 18 de mayo | 21:00 |
| Guingamp             | 2 - 2 | Nîmes                 | Stade du Roudourou      | 18 de mayo | 21:00 |
| Lille                | 5 - 0 | Angers                | Stade Pierre-Mauroy     | 18 de mayo | 21:00 |
| Olympique de Lyon    | 4 - 0 | Caen                  | Parc OL                 | 18 de mayo | 21:00 |
| Mónaco               | 2 - 0 | Amiens                | Stade Louis II          | 18 de mayo | 21:00 |
| Montpellier          | 1 - 1 | Nantes                | Stade de la Mosson      | 18 de mayo | 21:00 |
| París Saint-Germain  | 4 - 0 | Dijon                 | Parc des Princes        | 18 de mayo | 21:00 |
| Saint-Étienne        | 3 - 0 | Nice                  | Stade Geoffroy-Guichard | 18 de mayo | 21:00 |
| Estrasburgo          | 0 - 2 | Stade Rennais         | Stade de la Meinau      | 18 de mayo | 21:00 |
| Toulouse             | 2 - 5 | Olympique de Marsella | Stade de Toulouse       | 18 de mayo | 21:00 |

| Amiens                | 2 - 1 | Guingamp             | Stade de la Licorne   | 24 de mayo | 21:05 |
| Angers                | 1 - 1 | Saint-Étienne        | Stade Jean-Bouin      | 24 de mayo | 21:05 |
| Caen                  | 0 - 1 | Girondins de Burdeos | Stade Michel d'Ornano | 24 de mayo | 21:05 |
| Dijon                 | 2 - 1 | Toulouse             | Stade Gaston Gérard   | 24 de mayo | 21:05 |
| Olympique de Marsella | 1 - 0 | Montpellier          | Stade Vélodrome       | 24 de mayo | 21:05 |
| Nantes                | 0 - 1 | Estrasburgo          | Stade de la Beaujoire | 24 de mayo | 21:05 |
| Nice                  | 2 - 0 | Mónaco               | Allianz Riviera       | 24 de mayo | 21:05 |
| Nîmes                 | 2 - 3 | Olympique de Lyon    | Stade des Costières   | 24 de mayo | 21:05 |
| Stade de Reims        | 3 - 1 | París Saint-Germain  | Stade Auguste Delaune | 24 de mayo | 21:05 |
| Stade Rennais         | 3 - 1 | Lille                | Roazhon Park          | 24 de mayo | 21:05 |

### Campeón
| Ligue 1                                      |
| Bandera de Isla de Francia                   |
| París Saint-Germain Football Club 8.° título |

si

## Promoción de ascenso y descenso
En la promoción de ascenso y descenso se enfrentaron el 18.° clasificado de la Ligue 1 2018-19 jugará contra el ganador de la repesca de la Ligue 2 2018-19 en una serie de dos partidos a ida y vuelta. 
| 30 de mayo de 2019, 20:45 | RC Lens        | 1:1 (0:0) | Dijon               | Bollaert-Delelis, Lens                                     |                                                            |
|                           | 49' Bellegarde | Reporte   | Kwon Chang-hoon 81' | Asistencia: 37.355 espectadores Árbitro(s): Amaury Delerue | Asistencia: 37.355 espectadores Árbitro(s): Amaury Delerue |

| 2 de junio de 2019, 20:45 | Dijon                     | 3:1 (1:1) | RC Lens     | Stade Gaston Gérard, Dijon                               |                                                          |
|                           | Sliti 28', 90' · Saïd 70' | Reporte   | Duverne 39' | Asistencia: 15.367 espectadores Árbitro(s): Ruddy Buquet | Asistencia: 15.367 espectadores Árbitro(s): Ruddy Buquet |

Dijon ganó 4-2 en el total acumulado y, por lo tanto, ambos clubes se mantuvieron en sus respectivas ligas.

## Estadísticas

### Máximos goleadores
| Pos.                                    | Jugador        | Equipo              | Goles | Pen. | Part. | Min. | Min / Gol |
| --------------------------------------- | -------------- | ------------------- | ----- | ---- | ----- | ---- | --------- |
| 1                                       | Kilos de papel | París Saint-Germain | 32    | 1    | 28    | 2073 | 74.04     |
| 2                                       | Nicolas Pépé   | Lille               | 22    | 8    | 37    | 2856 | 150.32    |
| 3                                       | Edinson Cavani | París Saint-Germain | 18    | 4    | 20    | 1294 | 76.12     |
| 4                                       | Neymar         | París Saint-Germain | 15    | 4    | 17    | 1125 | 86.54     |
| 5                                       | Radamel Falcao | Mónaco              | 15    | 1    | 32    | 2324 | 178.77    |
| Última actualización: 4 de mayo de 2019 |                |                     |       |      |       |      |           |

### Máximos asistentes
| Pos.                                     | Jugador        | Equipo              | Asist. | Part. | Min. | Min / Asist |
| ---------------------------------------- | -------------- | ------------------- | ------ | ----- | ---- | ----------- |
| 1                                        | Teji Savanier  | Nîmes Olympique     | 11     | 26    | 2324 | 211.27      |
| 2                                        | Ángel Di María | Paris Saint-Germain | 10     | 25    | 1900 | 190         |
| 3                                        | Kenny Lala     | Estrasburgo         | 9      | 28    | 2520 | 280         |
| 4                                        | Nicolas Pépé   | Lille               | 9      | 31    | 2766 | 307.33      |
| 5                                        | Memphis Depay  | Olympique de Lyon   | 8      | 29    | 2155 | 269.38      |
| Última actualización: 3 de marzo de 2019 |                |                     |        |       |      |             |

### Récords de goles
- Primer gol de la temporada: Anotado por Dimitri Payet para el Olympique de Marsella contra el Toulouse (10 de agosto de 2018).
- Último gol de la temporada:
- Gol más rápido: Anotado en el minuto 3 por Moussa Doumbia para el Stade de Reims contra el OGC Niza (11 de agosto de 2018).
- Gol más cercano al final del encuentro: Anotado en el minuto 90+2 por Florian Thauvin para el Olympique de Marsella contra el Toulouse (10 de agosto de 2018).

### Tripletas o pókers
Aquí se encuentra la lista de tripletas o hat-tricks y póker de goles (en general, tres o más goles anotados por un jugador en un mismo encuentro) convertidos en la temporada.
| Fecha      | Jugador         | Goles           | Local               | Resultado | Visitante             | Jornada    |
| ---------- | --------------- | --------------- | ------------------- | --------- | --------------------- | ---------- |
| 15/09/2018 | Nicolas Pépé    | 45' 56' 76'     | Amiens              | 2 - 3     | Lille                 | Jornada 5  |
| 7/10/2018  | Kylian Mbappé   | 61' 66' 69' 74' | París Saint-Germain | 5 - 0     | Olympique de Lyon     | Jornada 9  |
| 20/10/2018 | Emiliano Sala   | 25' 71' 77'     | Nantes              | 4 - 0     | Toulouse              | Jornada 10 |
| 11/11/2018 | Edinson Cavani  | 4' 11' 53'      | Mónaco              | 0 - 4     | París Saint-Germain   | Jornada 13 |
| 25/11/2018 | Florian Thauvin | 26' 80' 90'     | Amiens              | 1 - 3     | Olympique de Marsella | Jornada 14 |
| 19/01/2019 | Kylian Mbappé   | 37' 45' 80'     | París Saint-Germain | 9 - 0     | Guingamp              | Jornada 21 |
| 19/01/2019 | Edinson Cavani  | 59' 66' 75'     | París Saint-Germain | 9 - 0     | Guingamp              | Jornada 21 |
| 21/04/2019 | Kylian Mbappé   | 15' 38' 55'     | París Saint-Germain | 3 - 1     | Mónaco                | Jornada 33 |

## Premios

### Mejor jugador del mes
| Mes  | Jugador         | Equipo                |
| ---- | --------------- | --------------------- |
| Ago. | Kylian Mbappé   | París Saint-Germain   |
| Sep. | Nicolas Pépé    | Lille                 |
| Oct. | Emiliano Sala   | Nantes                |
| Nov. | Wahbi Khazri    | Saint-Étienne         |
| Dic. | Kenny Lala      | Racing Estrasburgo    |
| Ene. | Nicolas Pépé    | Lille                 |
| Feb. | Kylian Mbappé   | París Saint-Germain   |
| Mar. | Mario Balotelli | Olympique de Marsella |
| Abr. | Jonathan Bamba  | Lille                 |

### Trofeos UNFP
- Mejor jugador:  Kylian Mbappé
- Mejor portero:  Mike Maignan
- Mejor jugador joven:  Kylian Mbappé
- Mejor entrenador:  Christophe Galtier
- Mejor gol:  Loïc Rémy (Lille OSC) contra el Girondins de Burdeos

- Equipo Ideal de la Liga:

| Portero      | Defensores                                       | Mediocampistas                                | Delanteros                               |
| ------------ | ------------------------------------------------ | --------------------------------------------- | ---------------------------------------- |
| Mike Maignan | Ferland Mendy Marquinhos Thiago Silva Kenny Lala | Tanguy NDombele Marco Verratti Ángel Di María | Nicolas Pépé Kylian Mbappé Neymar Júnior |

## Fichajes

### Fichajes más caros

#### Verano
| Pos. | Jugador           | Club de destino       | Club de origen | Precio (€)  |
| ---- | ----------------- | --------------------- | -------------- | ----------- |
| 1.º  | Kylian Mbappé     | París Saint-Germain   | Mónaco         | 135.000.000 |
| 2.º  | Thilo Kehrer      | París Saint-Germain   | Schalke 04     | 37.000.000  |
| 3.º  | Aleksandr Golovin | Mónaco                | CSKA Moscú     | 30.000.000  |
| 4.º  | Kevin Strootman   | Olympique de Marsella | AS Roma        | 25.000.000  |
| 5.º  | Moussa Dembélé    | Olympique de Lyon     | Celtic         | 22.000.000  |

#### Invierno
| Pos. | Jugador          | Club de destino      | Club de origen      | Precio (€) |
| ---- | ---------------- | -------------------- | ------------------- | ---------- |
| 1.º  | Leandro Paredes  | París Saint-Germain  | Zenit               | 40.000.000 |
| 2.º  | Fodé Ballo-Touré | Mónaco               | Lille OSC           | 11.000.000 |
| 3.º  | Yacine Adli      | Girondins de Burdeos | París Saint-Germain | 5.500.000  |
| 4.º  | Arbër Zeneli     | Stade de Reims       | Heerenveen          | 4.000.000  |
| 5.º  | Sory Kaba        | Dijon FCO            | Elche               | 4.000.000  |

### Ventas más caras

#### Verano
| Pos. | Jugador        | Club de destino     | Club de origen       | Precio (€)  |
| ---- | -------------- | ------------------- | -------------------- | ----------- |
| 1.º  | Kylian Mbappé  | París Saint-Germain | Mónaco               | 135.000.000 |
| 2.º  | Thomas Lemar   | Atlético de Madrid  | Mónaco               | 70.000.000  |
| 3.º  | Fabinho        | Liverpool           | Mónaco               | 45.000.000  |
| 4.º  | Malcom         | FC Barcelona        | Girondins de Burdeos | 41.000.000  |
| 5.º  | Gonçalo Guedes | Valencia            | París Saint-Germain  | 40.000.000  |

#### Invierno
| Pos. | Jugador           | Club de destino      | Club de origen      | Precio (€) |
| ---- | ----------------- | -------------------- | ------------------- | ---------- |
| 1.º  | Emiliano Sala     | Cardiff City         | Nantes              | 17.000.000 |
| 2.º  | Fodé Ballo-Touré  | Mónaco               | Lille OSC           | 11.000.000 |
| 3.º  | Yacine Adli       | Girondins de Burdeos | París Saint-Germain | 5.500.000  |
| 4.º  | Ole Selnæs        | Shenzhen FC          | Saint-Étienne       | 5.500.000  |
| 5.º  | Frédéric Guilbert | Aston Villa          | SM Caen             | 5.000.000  |